# The Lost Bus
The Lost Bus är en amerikansk thriller- och dramafilm, som har en planerad premiär i september 2025 på Toronto International Film Festival. Filmen är regisserad av Paul Greengrass som själv skrivit filmens manus tillsammans med Brad Ingelsby och Lizzie Johnson. Filmen är baserar på verkliga händelser.

## Handling
Filmen handlar om busschauffören Kevin McCay (Matthew McConaughey) och läraren Mary Ludwig (America Ferrera) som försöker rädda 22 barn från en rasande skogsbrand.

## Rollista (i urval)
- Matthew McConaughey - Kevin McCay
- America Ferrera - Mary Ludwig
- Yul Vazquez - Ray Martinez
- Ashlie Atkinson - Ruby
- Danny McCarthy - McKenzie